# Steven Parrino
Steven Parrino est un artiste américain, né en 1958 à New York et mort dans un accident de moto le 1er janvier 2005 à New York.  

## Biographie
Parrino est né à New York en 1958 et a grandi à Long Island. La famille était albanaise-Arbëreshë originaire de Sicile. Il a obtenu un diplôme en sciences appliquées de SUNY Farmingdale en 1979 et un baccalauréat en beaux-arts de la New School for Design de Parsons en 1982.
Parrino a commencé à produire de l'art à la fin des années 1970, poussé, comme il le dit lui-même, par son «intérêt nécrophile» pour la peinture, qui à cette époque avait été déclaré mort. Dès 1981, il a détaché la toile de la civière dans des endroits pour créer des surfaces fissurées rugueuses, pliées, réalisant ainsi une déconstruction littérale de la peinture.
Parrino a d'abord montré ses peintures de pessimisme profond à la galerie Nature Morte, une galerie d'East Village, en 1984, quand il a émergé dans le cadre d'une souche de postmodernisme appelé Neo-Geo. Les artistes de Neo-Geo, dont Peter Halley, Haim Steinbach, John Armleder et Olivier Mosset, ont mélangé l'abstraction moderniste à une forme plus cynique de pop art du monde en ajoutant des références au commerce, au design, à la musique ou au cinéma. Parrino a appelé ses toiles mauled "peintures déformées," en réponse aux peintures en forme des années soixante. 
En plus de peindre, Parrino a exposé des environnements peints qui comprenaient des murs monochromes martelés avec des masses comme les treize panneaux de plâtre peints en noir et brisés en souvenir de la légende punk Joey Ramone appelée 13 Shattered Panels pour Joey Ramone (2001). Il a également réalisé des films sur la réalisation de ces environnements, ainsi que des sculptures métalliques élégantes dont les éléments pliés et pliés liés à ses toiles mal formées. Il a également exposé des photos de son bureau parsemé d'articles de journaux, de magazines et d'albums de musique qui l'ont souvent inspiré. Parrino a utilisé des sujets intentionnellement provocateurs comme des croix gammées abstraites, des drapeaux rebelles et des silhouettes de starters de Russ Meyer, Elvis Presley interprétés par Andy Warhol, les Hells Angels, Johnny Cash et d'autres œuvres d'Andy Warhol. Son travail a été appelé «maniéré, romantique, formule, conceptualiste-formaliste abstraction de garçon-art de métal lourd» par le critique d'art Jerry Saltz.
Après avoir fait ses études à New York (Parsons' School of Design), Parrino choisit une voie artistique assez radicale, optant fréquemment pour l'emploi de l'acier, de l'aluminium, du béton, voire de l'huile de moteur (Slow Rot, 1988). Dans la lignée des tableaux noirs de Frank Stella, il propose plusieurs séries de sculptures utilisant cette teinte unique, travaillant sur sa brillance et sa luminosité.
Parrino se distingue également par une approche post-appropriationniste en partant de monochromes et en étirant et détendant la toile avant de la repositionner, toute froissée, sur le châssis.
Par ailleurs, il n'hésite pas à intégrer des icônes de la culture pop et punk américaine dans ses travaux : Marlon Brando, Courtney Love, Joey Ramone, Iggy Pop, Black Flag, The Misfits, Poison Idea...

## Expositions personnelles

### 2007
- La Marque Noire (rétrospective + sélection d'artistes ayant influencé Parrino + relecture de deux expositions dont Steven Parrino avait été le commissaire (1999 et 2003)) - Palais de Tokyo, Paris (24 mai - 26 août)

### 2006
- Rétrospective 1977-2004, Mamco, Genève (22 février - 7 mai)

### 2003
- Death in America, Galerie Jean Brolly, Paris
- The No Title Painting, Frac Bourgogne, Dijon

### 2002
- Video works, 1977 - present, Circuit, Lausanne
- Exit / Dark Matter, Fri-Art, Fribourg

### 2001
- Grazer Kunstverein, Graz
- Team Gallery, New York

### 2000
- Sicilian Fresco Number One, Massimo DeCarlo Arte Contemporanea, Milan
- The Box, Turin
- Galerie Rolf Ricke, Cologne

### 1999
- Team Gallery, New York
- Elizabeth Cherry Gallery, Tucson
- La Box, Bourges

### 1998
- Can, Neuchâtel

### 1997
- Team Gallery, New York

### 1996
- Kunstlerhaus Palais Thurn und Taxis Gartnerhaus, Brégence

### 1995
- Tre Gallery, Stockholm
- Amphetamine Monster Mill, Art & Public, Genève
- Galerie Rolf Ricke, Cologne
- Massimo De Carlo Arte Contemporanea, Milan
- Kees Van Gelder Gallery, Amsterdam

### 1994
- Win Van Der Abbeele Gallery, Anvers
- John Gibson Gallery, New York

### 1993
- Galerie Rolf Ricke, Cologne
- Art & Public, Genève
- Kees Van Gelder Gallery, Amsterdam

### 1992
- L'Usine, Dijon
- Galerie Sylvana Lorenz, Paris
- Massimo DeCarlo Arte Contemporanea, Milan

### 1991
- Galerie Arnaud Lefebvre, Paris
- Daniel Newburg Gallery, New York

### 1990
- Galerie Rolf Ricke, Cologne
- Massimo De Carlo Arte Contemporanea, Milan

### 1989
- Metro Pictures, New York

### 1988
- Galerie Sylvana Lorenz, Paris
- Massimo De Carlo Arte Contemporanea, Milan

### 1987
- Holes and Slots, Nature Morte Gallery, New York

### 1984
- Nature Morte Gallery, New York

## Expositions collectives

### 2021
Exposition thématique à Le Consortium intitulée New York : The Eighties ; part II (extended version)

### 2014
Quand les formes sont attitudes, 40mcube, Rennes. Commissariat : 40mcube

## Commissariat d'exposition
Steven Parrino a également été commissaire d'exposition pour :
- Bastard Kids of Drella, part 9, Le Consortium, Dijon (2 juillet - 28 août 1999)
  - Artistes présentés :
    - Blair Thurman
    - Diana Balton
    - Jackie McAllister
    - Tam Ochiai
    - Helen Sadler
    - Richard Kern
    - Amy O'Neill
    - Lisa Ruyter
    - Kembra Pfahler
    - Michael Lavine
    - Royal Trux
    - Andy Warhol

- The Return of the Creature, Künstlerhaus Palais Thurn und Taxis, Brégence (17 mai - 22 juin 2003)
  - Artistes présentés :
    - Banks Violette
    - Amy O'Neill
    - Blair Thurman
    - Amy Granat
    - Mai-Thu Perret

- Leviathan under moon’s influence, Champion Fine Arts, New York (2004)
  - Artistes présentés :
    - Elizabeth Valdez
    - Mai-Thu Perret
    - Amy Granat